# Les Epesses
Pour l’article homonyme, voir Épesses.
Les Épesses redirige ici.
Les Epesses (également nommée localement Les Épesses) sont une commune française située dans le nord-ouest du département de la Vendée, en région Pays de la Loire. Le village abrite le Puy du Fou (spectacle nocturne et parc à thèmes).

## Géographie
Le territoire municipal des Epesses s'étend sur 3 156 hectares. L'altitude moyenne de la commune est de 182 mètres, avec des niveaux fluctuant entre 118 et 254 mètres,.
| Chambretaud (Chanverrie) | Saint-Malô-du-Bois                                          | Mallièvre Treize-Vents                 |
| Les Herbiers             | Epesses                                                     |                                        |
|                          | Saint-Mars-la-Réorthe Saint-Michel-Mont-Mercure (Sèvremont) | Les Chatelliers-Chateaumur (Sèvremont) |

### Climat
Pour des articles plus généraux, voir Climat des Pays de la Loire et Climat de la Vendée.
En 2010, le climat de la commune est de type climat océanique altéré, selon une étude du CNRS s'appuyant sur une série de données couvrant la période 1971-2000. En 2020, Météo-France publie une typologie des climats de la France métropolitaine dans laquelle la commune est exposée à un climat océanique et est dans la région climatique  Bretagne orientale et méridionale, Pays nantais, Vendée, caractérisée par une faible pluviométrie en été et une bonne insolation. 
Pour la période 1971-2000, la température annuelle moyenne est de 11,4 °C, avec une amplitude thermique annuelle de 14,4 °C. Le cumul annuel moyen de précipitations est de 918 mm, avec 12,7 jours de précipitations en janvier et 7,1 jours en juillet. Pour la période 1991-2020, la température moyenne annuelle observée sur la station météorologique de Météo-France la plus proche, sur la commune de Cholet à 20 km à vol d'oiseau, est de 12,3 °C et le cumul annuel moyen de précipitations est de 772,5 mm,. Pour l'avenir, les paramètres climatiques de la commune estimés pour 2050 selon différents scénarios d'émission de gaz à effet de serre sont consultables sur un site dédié publié par Météo-France en novembre 2022.

## Urbanisme

### Typologie
Au 1er janvier 2024, Les Epesses sont catégorisées bourg rural, selon la nouvelle grille communale de densité à sept niveaux définie par l'Insee en 2022.
Elle appartient à l'unité urbaine des Epesses, une unité urbaine monocommunale constituant une ville isolée,. Par ailleurs la commune fait partie de l'aire d'attraction des Herbiers, dont elle est une commune de la couronne,. Cette aire, qui regroupe 15 communes, est catégorisée dans les aires de 50 000 à moins de 200 000 habitants,.

### Occupation des sols

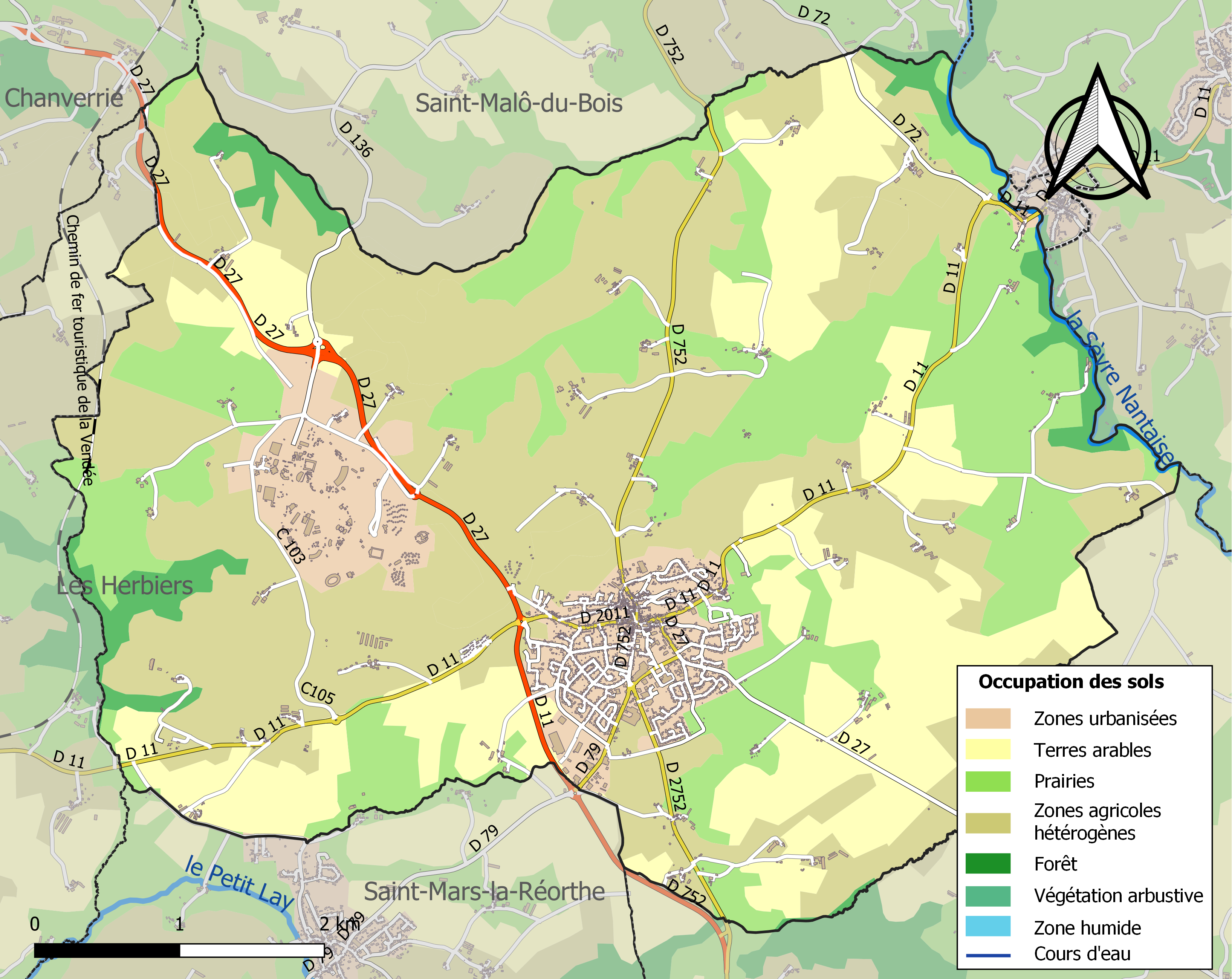
Carte des infrastructures et de l'occupation des sols de la commune en 2018 (CLC).

L'occupation des sols de la commune, telle qu'elle ressort de la base de données européenne d’occupation biophysique des sols Corine Land Cover (CLC), est marquée par l'importance des territoires agricoles (87,2 % en 2018), en diminution par rapport à 1990 (92,2 %). La répartition détaillée en 2018 est la suivante : 
zones agricoles hétérogènes (42,7 %), prairies (23,3 %), terres arables (21,1 %), zones urbanisées (5,3 %), espaces verts artificialisés, non agricoles (4,3 %), forêts (3,2 %).
L'IGN met par ailleurs à disposition un outil en ligne permettant de comparer l'évolution dans le temps de l'occupation des sols de la commune (ou de territoires à des échelles différentes). Plusieurs époques sont accessibles sous forme de cartes ou photos aériennes : la carte de Cassini (XVIIIe siècle), la carte d'état-major (1820-1866) et la période actuelle (1950 à aujourd'hui).

## Histoire
Dès 884, on retrouve dans certains textes[Lesquels ?], l'existence d'une église Santa Maria de Spisis, mot latin signifiant « épines » (fourrés) d'où par analogie le nom de « Les Epesses », et de ses habitants les Spicéens.
Cette première église était construite à l'emplacement de la nef centrale de l'église actuelle. C'était la propriété de l'abbaye bénédictine de Vezelay.
En 1050, un prieuré dépendant toujours de ces mêmes bénédictins de Vézelay, fut fondé au lieudit Bellevue - chemin du Priouté, dans le haut bourg des Epesses. Vers la fin du XVe siècle, il fut reconstruit pour les seigneurs du Puy-du-Fou et agrandi au XVIIe siècle.
Très vite, il se forme aux XIIe et XIIIe siècles, à proximité de ce château, une agglomération appelée Bourg-Bérard, composée de laboureurs, d'artisans, ainsi que de serviteurs et de soldats du château.
Par la suite, les seigneurs du Puy-du-Fou voulurent éloigner cette population et firent construire (vers l'an 1400), à l'emplacement de l'actuelle cité des Epesses, près de la chapelle Saint-Jean et de l'église paroissiale en partie existante, un grand nombre d'habitations, pour y loger les habitants de Bourg-Berard.
Après la destruction du château médiéval, par les troupes anglaises, pendant la guerre de Cent Ans, vint la construction de l'actuel château Renaissance, ainsi que l'agrandissement de l'église des Epesses (1600-1620).
La période révolutionnaire connut de nombreuses exactions, pillages, et massacres, surtout en 1793/1794 avec le déferlement des colonnes infernales notamment la quatrième commandée par Turreau. Le 26 janvier 1793, une colonne vint spécialement de Cholet pour « révolutionner » la commune des Epesses.
Faits marquants :
- le château fut incendié cette année-là, et seule l'aile gauche fut épargnée par le feu. L'église des Epesses ayant été déclarée bien national (elle servait d'entrepôt) est restée intacte ;
- un des derniers combats des guerres de Vendée eut lieu, en novembre 1799, dans les bois entre Les Epesses et le Puy-du-Fou, et tourne à l'avantage des Vendéens ;
- un prêtre réfractaire, l'abbé Chapelain, qui se cachait dans un arbre creux fut découvert et exécuté par les révolutionnaires. Un vitrail de l'église de Saint-Hilaire de Mortagne rappelle le souvenir de ce prêtre martyr.

L'histoire et l'évolution de la cité sont liées au château du Puy-du-Fou, situé sur la commune des Epesses, terre d'accueil du spectacle ciné-scénique, mondialement connu.
À quelques centaines de mètres de l'actuel château Renaissance, les vestiges d'un premier château fort médiéval sont toujours bien visibles et servent de décor à un spectacle du Grand Parc du Puy-du-Fou.

## Politique et administration

### Liste des maires
| Période                                  | Période          | Identité                  | Étiquette | Qualité |
| ---------------------------------------- | ---------------- | ------------------------- | --------- | --- |
| Les données manquantes sont à compléter. |                  |                           |           | |
| vers 1936                                |                  | Raoul Breillat            |           | Médecin |
| Les données manquantes sont à compléter. |                  |                           |           | |
| mai 1953                                 | mars 1977        | Louis Rondeau (1906-1993) |           | Ancien cultivateur                                                                                                   |
| mars 1977                                | mars 1989        | André Coutand (1921-2002) |           | Agriculteur Réélu en 1983                                                                                            |
| mars 1989                                | 14 mars 2008     | Jean-Marie Delahaye       | DVD       | Président de l’Association pour la mise en valeur du château et du Pays du Puy-du-Fou (1978-2004) Plâtrier carreleur |
| 14 mars 2008                             | 16 décembre 2018 | Jean-Luc Godet            | DVD       | Salarié de banque |
| 16 décembre 2018                         | En cours         | Jean-Louis Launay,        | DVD       | Enseignant 3e vice-président de la CC du Pays des Herbiers Réélu pour le mandat 2020-2026                            |

## Population et société

### Démographie

#### Évolution démographique
L'évolution du nombre d'habitants est connue à travers les recensements de la population effectués dans la commune depuis 1793. Pour les communes de moins de 10 000 habitants, une enquête de recensement portant sur toute la population est réalisée tous les cinq ans, les populations de référence des années intermédiaires étant quant à elles estimées par interpolation ou extrapolation. Pour la commune, le premier recensement exhaustif entrant dans le cadre du nouveau dispositif a été réalisé en 2008.

En 2022, la commune comptait 2 984 habitants, en évolution de +5,37 % par rapport à 2016 (Vendée : +5,33 %, France hors Mayotte : +2,11 %).
| 1793  | 1800 | 1806 | 1821  | 1831  | 1836  | 1841  | 1846  | 1851  |
| ----- | ---- | ---- | ----- | ----- | ----- | ----- | ----- | ----- |
| 1 500 | 615  | 935  | 1 023 | 1 478 | 1 441 | 1 438 | 1 570 | 1 683 |

| 1856  | 1861  | 1866  | 1872  | 1876  | 1881  | 1886  | 1891  | 1896  |
| ----- | ----- | ----- | ----- | ----- | ----- | ----- | ----- | ----- |
| 1 655 | 1 737 | 1 757 | 1 733 | 1 754 | 1 904 | 1 953 | 2 039 | 2 013 |

| 1901  | 1906  | 1911  | 1921  | 1926  | 1931  | 1936  | 1946  | 1954  |
| ----- | ----- | ----- | ----- | ----- | ----- | ----- | ----- | ----- |
| 1 957 | 1 927 | 1 909 | 1 657 | 1 691 | 1 707 | 1 663 | 1 654 | 1 762 |

| 1962  | 1968  | 1975  | 1982  | 1990  | 1999  | 2006  | 2008  | 2013  |
| ----- | ----- | ----- | ----- | ----- | ----- | ----- | ----- | ----- |
| 1 842 | 1 876 | 1 957 | 2 016 | 2 107 | 2 110 | 2 431 | 2 523 | 2 742 |

| 2018  | 2022  | - | - | - | - | - | - | - |
| ----- | ----- | - | - | - | - | - | - | - |
| 2 873 | 2 984 | - | - | - | - | - | - | - |

#### Pyramide des âges
En 2018, le taux de personnes d'un âge inférieur à 30 ans s'élève à 37,1 %, soit au-dessus de la moyenne départementale (31,6 %). À l'inverse, le taux de personnes d'âge supérieur à 60 ans est de 21,8 % la même année, alors qu'il est de 31,0 % au niveau départemental.
En 2018, la commune comptait 1 464 hommes pour 1 409 femmes, soit un taux de 50,96 % d'hommes, largement supérieur au taux départemental (48,84 %).
Les pyramides des âges de la commune et du département s'établissent comme suit.
| Hommes | Classe d’âge | Femmes |
| ------ | ------------ | ------ |
| 0,7    | 90 ou +      | 0,8    |
| 5,3    | 75-89 ans    | 7,5    |
| 14,1   | 60-74 ans    | 15,2   |
| 17,5   | 45-59 ans    | 16,6   |
| 24,5   | 30-44 ans    | 23,6   |
| 13,7   | 15-29 ans    | 12,5   |
| 24,2   | 0-14 ans     | 23,8   |

| Hommes | Classe d’âge | Femmes |
| ------ | ------------ | ------ |
| 0,8    | 90 ou +      | 2,2    |
| 8,7    | 75-89 ans    | 11,1   |
| 20,3   | 60-74 ans    | 21,3   |
| 20     | 45-59 ans    | 19,4   |
| 17,5   | 30-44 ans    | 16,8   |
| 15     | 15-29 ans    | 13,2   |
| 17,7   | 0-14 ans     | 16,1   |

### Manifestations culturelles et festivités
- Soirées moules-frites - base de loisirs La Bretèche
- Guy'ness Party - stade de la Colonne
- Les Copines d'Anaïs - centre bourg

## Culture locale et patrimoine

### Lieux et monuments
- Le Puy-du-Fou où se trouve le Château du Puy du Fou
- La Cinéscénie organisé par le Puy-du-Fou
- L'église Notre-Dame-des-Collines (XVe) et sa crypte.
- La chapelle Saint-Jean (environ Xe). Monument classé par les Beaux Arts.
- La chapelle de la Colonne (XIXe).
- Le domaine (la Sèvre Nantaise des Epesses).

### Personnalités liées à la commune
- Gabriel Gaudin (1919-1999), cycliste français né à Niort et ayant vécu aux Epesses[31].

### Héraldique
| Blason | Blasonnement : Coupé : au premier, parti de gueules à trois macles d'argent ordonnées 2 et 1 et d'or au double cœur vidé, couronné et croiseté de gueules ; au second, d'or au chêne de sinople. Blason dessiné par Alexis Gabard. |

## Pour approfondir